# Grad Assumburg
Grad Assumburg se nahaja na vzhodu Heemskerka v provinci Severna Holandija na Nizozemskem.

## Značilnosti gradu

### Predhodnik
Sedanji grad je iz leta 1450. Vendar pa številne najdbe Kloostermoppen (velika srednjeveška opeka), lončenine iz zgodnejših časov povsem zanesljivo pričajo, da je sedanji grad imel predhodnika. Leta 2021 je bilo to odkrito z geofizičnim raziskovanjem s tehniko elektromagnetne (EM) prevodnosti.
Tik severno od sedanjega gradu je bil okrogel grajski obor premera 12 m, obdan z jarkom. Na njem je bil okrogel opečni stolp premera 9,5 m. Zgodovinski zapisi se nanašajo na hišo z jarkom in sploščenim gričem. Med letoma 1399 in 1446 so ta grič (motte) zravnali in nadomestili s sadovnjakom.

### Sedanji grad
Verjetno izvira iz 13. stoletja, vendar je bil obnovljen leta 1546 in je dobil ime po zaselku Assum med Heemskerkom in Uitgeestom. Predvideva se, da je bil pri gradnji uporabljen  material ruševin iz gradu Stari Haerlem, vendar ni tako. Tudi moč, ki jo izžareva grad, je bolj navidezna od realnosti. Pravzaprav gre za imitacijo srednjeveškega gradu. Tanke stene ne bi zdržale obleganja. Takšen grad običajno imenujemo "wings castle".
Grad Assumburg je bil dolga stoletja plemiška rezidenca. Po letu 1867 je grad ostal nenaseljen. Opaže in posodje so prenesli na grad Marquette. Tudi okolje je izgubilo svoj nekdanji sijaj: izginil je park okoli gradu. Od leta 1911 do 15. januarja 2016 je bil v državni lasti. Grad je bil izročen državi za en gulden z obveznostjo, da grad obnovi. Obnova, ki jo je naročila vladna agencija za gradnjo, je bila končno zaključena okoli leta 1980. Bližnja oranžerija je bila obnovljena že okoli leta 1965. Leta 1933 je Assumburg dobil namembnost kot mladinski hotel. 
Z izjemo omejenega odprtja v času "Dnevov dediščine" sam grad ni odprt za javnost. Poleg gradu je naravni in rekreacijski park Assumburg, ki je bil ustanovljen leta 2003. Od leta 2009 je bil grajski vrt iz 18. stoletja obnovljen v prvotno stanje in leta 2011 odprt za javnost. Grajski vrt obsega sadni nasad, rožni vrt, zelenjavni in zeliščni vrt ter velik urejen prostor z dvoriščnim ribnikom.
Ta grad oz. spomenik je bil 15. januarja 2016 prenesen na Organizacijo za nacionalne spomenike.

## Zgodovina

### Družina Velsenskih
Grad je bil v 13. in 14. stoletju znan kot Viljemovo prebivališče Velsenskih (Williaems Woninghe van Velsen) in, kot že ime pove, je bila v njem naseljena družina gospodov Velsenskih. Jan van Rietwijk, sin Viljema van Rietwijka Velsenskega, je imel leta 1322 pod hipoteko polovico Assumburga. Druga polovica je že pripadala Barthoutu Assendelftskemu, ki je torej moral biti sorodnik Jana van Rietwijka. 17. maja 1328 je Jan prodal svojo polovico Assumburga Barthoudu Assendelftskemu. Kasneje je Barthoud (I.) podelil celoten Assumburg gospodu Janu I. Polanenskemu (lastniku gradu Stari Haerlem), ki mu ga je posodil 5. junija 1335. Barthoud je bil poročen s Katarino, hčerko Dirka Waleskega, oskrbnika grofa Viljema III. Dirk Waleski je bil Polanenov nezakonski sin. Barthoud je verjetno umrl leta 1345. Njegov najstarejši sin Dirk (I.) je dobil Assumburg, vendar je kmalu zatem umrl brez otrok, tako da se je njegov mlajši brat Gerrit (II.) lahko naselil v tem gradu leta 1348. Ta Gerrit je ostal v zvezi z družino svojih starih gospodov, Haarlemskih: poročil se je s Stevino Haarlemsko. Od takrat so Assendelftski v svoj grb vključili grb Haarlemskih.

### Družina Assendelftskih
Njunega najstarejšega sina Barthouda (II.) je izgnal vojvoda Viljem VI. Tako se je brat Dirk (II.) Assendelftski leta 1413 preselil v Assumburg in bil celo posojen (20. aprila 1421). Zadnji moški Assendelftski, ki je naselil Assumburg, je bil Gerrit (VIII.) (1567-1617), gospodar Assendelfta (1601), Assumburga itd. Gerrit (VIII.) je ostal neporočen. Po njegovi smrti je njegova sestra Ana (II.) prejela Assumburg v fevd (1618). Bila je poročena z Gerritom van Renesse van der Aa. Ana je umrla leta 1626. Renesses je še nekaj desetletij živel na Assumburgu, toda leta 1669 je grad kupil trgovec Johannes Wuijtiers.

### Družina Deutz
Ko je po več lastnikih grad leta 1694 kupil Jean Deutz, je dal Assumburg polepšati po okusu tistega časa: s francoskim vrtom z vodnimi elementi in javnimi vrtovi. Zadnji Deutz je bil Jacob Maarten Deutz Assendelftski, ki je živel na gradu in tam tudi umrl (leta 1858). Ko je leta 1867 v Amsterdamu umrla njegova žena Josina Johanna Willink, je bil to tudi konec Assumburga kot pomembnejšega podeželskega letovišča. Štirinajst dni (oktober 1868) je potekala dražba pohištva. Prodali so tudi zemljiške posesti. Potem ko je bila stavba za leto dni oddana v najem haaškemu mestnemu svetniku Hughu Hopu Loudonu, je dobila različne funkcije: leta 1881 kot bolnišnica med epidemijo kolere in kasneje kot šola. Leta 1906 je Hugo Gevers van Marquette dal oblogo glavne dvorane prenesti na grad Marquette. Tja so prinesli tudi marmornate dimnike in štiri vrata s podboji.

## Obnova
Skoraj porušeni grad je bil 18. septembra 1911 prodan državi. Odločeno je bilo, da se stavba obnovi. Namembnosti za mladinski hotel je zagotovila družbeno uporabnost starega gradu. 15. julija 1933 so tukaj našli zavetje prvi mladi, pri obnovi so veliko dela opravili prijatelji brezposelnih mladinskih domov. Med drugo svetovno vojno so v gradu taborili Nemci. Po osvoboditvi je nekaj časa služil kot zapor za kakih trideset političnih jetnikov.
Leta 2015 so na gradu dogradili center za obiskovalce.
Njegovo obzidje je bilo popravljeno leta 2020.
- Grad Assumburg iz desne in od spredaj (po sliki avtorja Roelant Roghman, 1711)
- Grad Assumburg (juni 2006)
- Grad Assumburg, od zadaj (2006)